# Мантелл, Гидеон
Гидеон Алджернон Мантелл (англ. Gideon Algernon Mantell; 3 февраля 1790 года, Льюис — 10 ноября 1852 года, Лондон) — британский акушер, геолог и палеонтолог.

## Биография
Гидеон Алджернон Мантелл родился 3 февраля 1790 года в Льюисе.
Его попытки реконструировать внешний вид и образ жизни игуанодона считаются началом научного изучения динозавров: в 1822 году он совершил открытие (и в конечном счёте идентификацию) первого из ископаемых зубов, а затем большей части скелета игуанодона. Работы Мантелла в области изучения отложений мелового периода на территории южной Англии также имели большую важность для науки.
В 1849 году учёный был награждён Королевской медалью Лондонского королевского общества.
Гидеон Алджернон Мантелл совершил самоубийство 10 ноября 1852 года в городе Лондоне.

## Открытия
Несмотря на то, что Мантелл был врачом, а не профессиональным палеонтологом, он все свое свободное время и все сбережения тратил на увлечение палеонтологией и геологией. 
Гидеон Мантелл был одним из первых исследователей, обративших внимание и описавший ископаемые остатки рептилий, которых позднее назовут динозаврами.

## Избранная библиография
- Outlines of the natural history of the environs of Lewes. 4to, 24pp, 3pl. Lewes, 1824.
- Illustrations of the Geology of Sussex, 1827.
- The Age of Reptiles. In Jameson's Edinburgh Philosophical Journal, 1831.
- The Geology of the South-East of England, 1833.
- Thoughts on a Pebble. 1836.
- The Wonders of Geology 1840.
- The Medals of Creation. 2 vols, 1844.
- Thoughts on Animalcules. 1846.
- Geological Excursions round the Isle of Wight and along the adjacent Coast of Dorsetshire. 1847.
- Petrifactions and their teachings. 1851.